# Afrikanischer Faulbaum

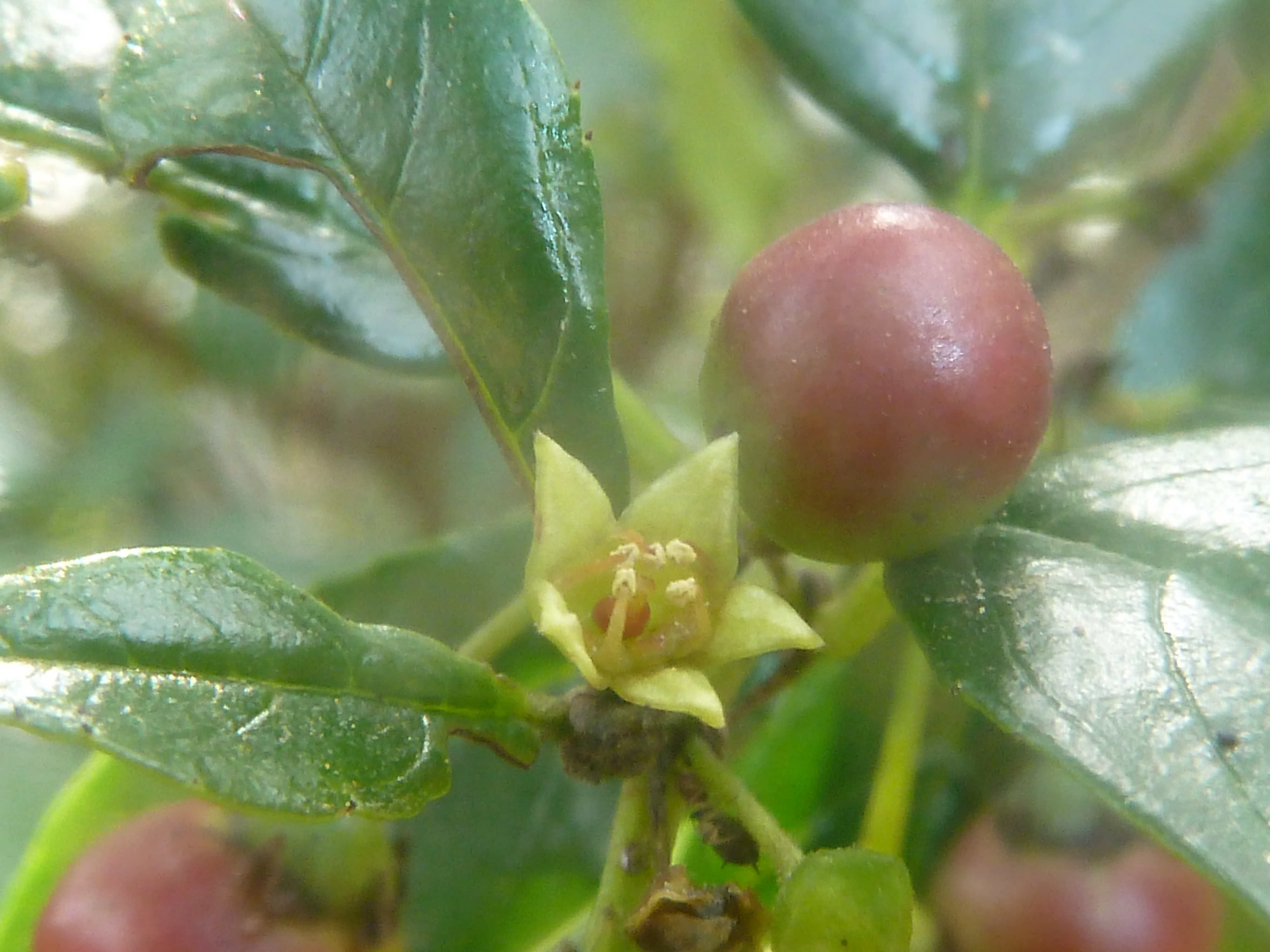
Blüte

Der Afrikanische Faulbaum (Rhamnus prinoides L'Hér., Syn.: Rhamnus pauciflora A.Rich.), in Äthiopien Gesho genannt, ist eine Pflanzenart, die zur Familie der Kreuzdorngewächse (Rhamnaceae) gehört.

## Beschreibung

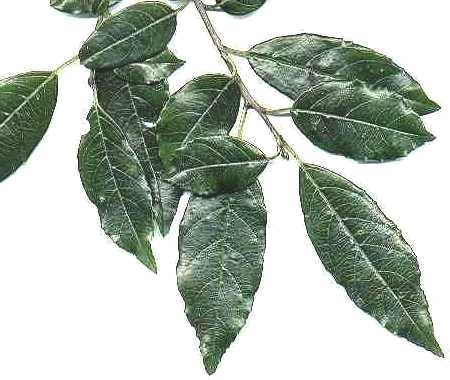
Blätter

Der Afrikanische Faulbaum ist ein immergrüner Strauch oder kleiner Baum, der Wuchshöhen von bis zu 9 Meter erreichen kann, in größeren Höhenlagen erreicht er Wuchshöhen von 4 bis 5 Meter. Der Stammdurchmesser erreicht etwa 20 Zentimeter. Die Rinde ist relativ glatt, bräunlich und wird im Alter grau-braun, an jungen Zweigen ist sie flaumig behaart, später kahl. 
Die Laubblätter sind wechselständig an den Zweigen angeordnet. Die kurz gestielte, einfache, ledrige und kahle Blattspreite ist bei einer Breite von 1,5 bis 4,5 Zentimeter und einer Länge von 2,5 bis 10 Zentimeter eiförmig bis verkehrt-eiförmig oder elliptisch sowie spitz bis zugespitzt und öfters feinstachelspitzig. Der oft knapp umgebogen Rand ist fast ganz bis fein, teils drüsig, gesägt. Die Blattoberseite ist dunkelgrün glänzend und die hellere Unterseite ist matter. Die kleinen Nebenblätter sind meist früh abfallend.
Bis zu zehn Blüten stehen meist in kleinen Büscheln, seltener einzeln, in den Blattachseln zusammen. Die kleinen, unscheinbaren und gestielten, zwittrigen Blüten sind fünfzählig mit einfacher oder doppelter Blütenhülle, die kleinen Kronblätter fehlen meist. Die kurz becherförmig verwachsenen, außen etwas behaarten Kelchblätter sind grünlich-gelb mit spitzen, dreieckigen Zipfeln. Es sind kurze Staubblätter und ein oberständiger, mehrkammeriger Stempel mit drei kurzen, im unteren Teil verwachsenen Griffeln ausgebildet. Es ist ein dünner Diskus vorhanden.
Die etwa erbsengroßen (5–6 Millimeter), beerenartigen und leuchtend roten, im vollreifen Zustand blau-schwarzen Steinfrüchte mit Kelch- sowie teils Griffel- und Staubblattresten enthalten drei Samen und sind essbar. Im südlichen Afrika liegt die Blütezeit zwischen Oktober und Dezember, Früchte bilden sich im Frühjahr.

## Vorkommen
Der Afrikanische Faulbaum kommt in mittleren Höhenlagen im östlichen Afrika vor. Sein ursprüngliches Verbreitungsgebiet ist Südafrika und das Hochland von Äthiopien, wo er in Höhenlagen von bis zu 2100 Meter gedeiht. Sein Verbreitungsgebiet umfasst Äthiopien, Kenia, Uganda, Tansania, Angola, Malawi, Mosambik, Sambia, Simbabwe, Kamerun, die Demokratische Republik Kongo und das südliche Afrika. Er ist besonders in der Nähe von Flüssen oder Waldrändern zu finden. Vor den hellen, grasbewachsenen Hügeln des südafrikanischen Hochlands erscheinen die in Gruppen zusammenstehenden kleinen Bäume wegen ihrer dunklen Blätter als nahezu schwarz. Der Afrikanische Faulbaum kann mäßigen Frost gut ertragen, wächst in der Sonne und auch im Halbschatten.

## Nutzung
Die Verwendung des Afrikanischen Faulbaumes ist in den beiden Verbreitungsgebieten sehr unterschiedlich. Der Hauptnutzen in Südafrika und Lesotho liegt in der traditionellen Verwendung der Zweige als Abwehrzauber gegen Blitzschlag und allgemein gegen alles Unheilvolle. Beim Volk der Basotho heißt der Baum Mofifi, in ihrem Lebensraum im Hochland von Lesotho wird eine der höchsten Blitzeinschlagszahlen pro Quadratkilometer gemessen. Zugleich werden Früchte und Blätter kräutermedizinisch gegen diverse Krankheiten eingenommen. Den Namen Blinkblaar in Afrikaans trägt sowohl diese Art des Faulbaums als auch der Büffeldorn (Ziziphus mucronata), dem ähnliche Wirkung zugesprochen wird.
In Äthiopien werden die Blätter und hölzernen Stängel zur Herstellung von Tej (Honigwein) und Tella (Hirsebier) als Zusatz bei der Gärung verwendet. Die bitter schmeckenden Blätter werden getrocknet und gemahlen dem Tella beigesetzt, für Tej werden getrocknete Gesho-Stängel in Wasser aufgekocht, anschließend wird der Sud dem Honig beigegeben. Der Einsatz für ein alkoholisches Getränk findet sich bereits beim griechischen Geographen Strabon (63 v. Chr. bis 23 n. Chr.) erwähnt. Die seit alters her streng hierarchisch gegliederte äthiopische Gesellschaft ordnete dem höherwertigen Tej, bei dem verschiedene Qualitätsstufen unterschieden wurden, eine entsprechende kulturelle Bedeutung zu und erlaubte dem niedereren Volk lediglich den Genuss des einfachen Tella. Bei bestimmten Anlässen wurden vom Herrscher diese Getränke dem Volk gemäß der sozialen Ordnung und zur Festigung derselben ausgeschenkt. Dem Gesho-Baum kommt daher in Äthiopien eine kulturelle Bedeutung zu.
Das Holz ist gelblich-weiß, von dunklen Adern durchsetzt, mäßig hart und in geringem Maß als Tischlerholz geeignet. Sinnvoller ist die Verwendung zur Erosionskontrolle am Rand von Bachläufen und als Windschutz an Feldrändern. Die Blüten sind bei Bienen beliebt.